# الحنادرة
الحنادرة، نسبة إلى الجد الأعلى حندير.وينتمون إلى أولاد وزاز، وينتتشر أغلبهم تحت السفح الجنوبي الجبل الشعانبي في منطقة عرفت بالدغرة.

## الالإخاذ
ينقسم الحنادرة إلى مجموعة الإخاذ أهمها:
- الدلاهمية (دلهومي)
- أولاد يحيى (يحياوي)
- البراطلية (برطولي)
- أولاد بوزيد (بوزيدي)
- أولاد سويلم (سويلمي)
- أولاد سيدي طالب (طالبي)
- الزرق (زرقي)
- العبايدية (عبايدي)
- أولاد نصرالله (نصرلي)
- الروابح (رابحي)
- أولاد عامر بن جراد (جرايدي)

## المهن
- امتهن الحنادرة الفلاحة وتربية الماشية وكانوا نصف رحل
- ينسبون لقبائل الزناتة البربرية (الأمازيغية) ولهم صلة قرابة مع قبائل النمامشة الشاوية المنتشرة شرقاً فالجارة الجزائر.
- ينتسب الحنادرة حسب الشجرة الموجودة في مدخل ضريح الولي الصالح سيدي مسعود من أولاد عزيزة إلى نسب شريف وقدموا من جنوب المغرب الاقصي كما هو متواتر لدي أغلب شيوخهم

## ادوارهم وتأثيرهم
- عرف الحنادرة بمناهضتهم للسلطة المركزية عهد البايات وكانوا من المؤيدين والمساهمين في ثورة على بن غذاهم كذلك كانوا أول من استقبل قائد انتفاضة 1905 العربي بن عثمان، وكان من نتا ئجهاعزل شيخهم الحاج أحمد العدبي الدلهومي (شيخ الحنادرة والبعاصة). وكان للحنادرة دور فعال في الكفاح المسلح ضد الاستعمار الفرنسي اما بـحمل السلاح والمشاركة في أغلب المواجهات التي تمت في جبال القصرين أو المناطق المجاورة أو بمساعدة الثوار بالمؤونة أو تسهيل تنقلاتهم.
- فالبراطلية مثلا كان لهم دور بارز في مقاومة المستعمر الفرنسي، فالحاج محمد بن علي جبران وأبنائه (عمار، لخضر، فرح، ورابح، وعمر وأحمد، والكامل) واجهوا الآلة العسكرية الفرنسية بكل مالديهم وكان أفضل ما لديهم من سلاح العصي وبعض البنادق أي «مكحلة» التي تم الاستلاء عليها وبرز فيهم عمار بالحاج الذي انضم إلى «الفلاقة» أي إلى حركة المقاومة وساعده في ذلك محذات أراضيهم ومنازلهم لجبل الشعانبي (1544م) الذي تكبدت فيه القوات الفرنسية الكثير من الخسائر البشرية والمادية. فكان يقود مجموعة كبيرة من «الفلاقة» الذين كانوا يتربصون بالمستعمرين الفرنسيين والبعض من مرشديهم وأعوانهم، وعندما اندلعت الحرب العالمية الثانية نشطة حركة المقاومة ضد الفرنسيين وصدر حكم الإعدام على مجموعة من الثوار وكان من بينهم عمار بالحاج محمد ويحي اليحياوي وضيقت عليهم الخناق ففروا الي منطقة بولحناش وواصلوا مقارعتهم للاستعمار وفي سنة 1943 توفي عمار بالحاج محمد البرطولي، وما أن وصلت أنباء وفاته للفرنسيين فأمروا أعوانهم بدبح الولائم احتفالا بالخبر، وانتهت هذه المرحلة الطويلة من مقاومة ومقارعة البراطلية للغزاة الفرنسيين بالتنكيل بهم ومصادرة جميع ممتلكاتهم وأراضيهم وأجبرت أغلبهم على النزوح أو الهجرة
- كما عرف الحنادرة بولائهم للزعيم الحبيب بورقيبة أثناء الصراع اليوسفي البورقيبي.
- عرف الحنادرة دائما بنشاطهم السياسي المكثف داخل هياكل الحزب الحاكم -عكس اجدادهم-، التجمع الدستوري الديمقراطي، وخصوصا جامعة القصرين الشمالية (التي عرفت اوج نشاطها وتوسعها أثناء سيطرة المحموعة التي يقودها الحنادرة في شخص عمار بن بشيرالدلهومي توجت بتدشين مقر خاص بها تفتقره وتفتقر إليه باقي الجامعات الدستورية) والجنوبية وكذلك الجامعة المهنية بالقصرين.كما عرفوا بانضباطهم وولائهم لقرارات القيادات السياسية جهويا ووطنيا عكس اجدادهم، رغم أنهم لم ولن يتحصلواومنذ الاستقلال على أي منصب بالتعيين داخل لجنة التنسيق كهيكل جهوي حزبي أو في هياكل السلطة الإدارية ولم يمثلوا ضمن قوائم الحزب الحاكم في أي انتخابات تشريعية، رغم أنهم يعتبرون أكبر عرش من حيث العدد بمدينة القصرين

## اعلامهم
ومن ضمن الذين تحملوا مسؤوليات حزبية وسياسية نذكر على سبيل الذكرلا الحصرك
1- المناضل المنزلي بن المكي دلهومي الذي ترأس شعبة الدغرة لأكثر من عقد وقبله الهادي بن خذاري دلهومي والمناضل العلمي بن محمد المتولي دلهومي الذي ترأس المكتب الجهوي لاتحاد منظمات الشباب بالقصري لاكثر من ستة سنوات واسس جمعية العمل التطوعي بالقصرين كما كان أول من بادر إلى بعث المكتب الجهوي لمظائف الشباب وتراس جمعية الملعب الرياضي بالقصرين التي لا زالت قائمة الذات إلى اليوم وتنشط في مجال كرة السلة وقد انتخب لدورتين متتاليتين كعضو بلجنة التنسيق بالقصرين وتولى المشاركة في مؤتمرين للحزب تم انتخابه فيهما ألاول على مستوى معتمدية القصرين الشمالية